# Andy Hug
Andy Hug (Zürich, 1964. szeptember 7. – Tokió, 2000. augusztus 24.) svájci származású kyokushin karate és kick-box harcos volt. Ő volt az első karatéka, aki az 1996-os K–1 World Grandprix Championship bajnoka lett, valamint az 1997-es és 1998-as bajnokságokon is kiválóan szerepelt. Hug hatalmas mértékben segítette a K–1 népszerűsítését, a küzdősportok történetének egyik legnagyobb tiszteletnek örvendő alakjává vált. Japánban a „Kék szemű szamuráj” nevet adták neki, annak ellenére, hogy barna szeme volt. Ennek szimbolikus jelentése volt, svájci hátterére utalt. Ő volt az egyetlen K1 harcos, akit szamuráj címmel tüntetett ki a híres K1 alapító Kazuyoshi Ishii, valamint a japán közönség is őt tartotta a legbátrabb harcosnak. Andy legendás technikája a baltarúgás volt, amely számos kiváló harcos ellen segítette őt győzelemhez. Az ellenfél combját támadó alacsony forduló sarok rúgást Japánban csak Hug tornádóként emlegették, ugyanis senki nem volt képes olyan tökéletes szinten végrehajtani, mint ő.
Andy 2000. június 3-án legyőzte Mirko ’Cro-Cop’ Filipović-ot a svájci Zürichben rendezett K1 Fight Night-on. Utolsó csatáját 2000. július 7-én a japán Nobu Hayashi ellen vívta. Andy Hug harminchatodik születésnapja előtt pár héttel 2000. augusztus 24-én hunyt el leukémiában. Kyokushin Karatés hátteréből és hatalmas népszerűségéből kifolyólag halálának híre azonnal a japán újságok címlapjára került. Andy tiszteletére Tokió belvárosában szentélyt állítottak, melyet ma is rengeteg rajongó látogat.